# Nenenia fasciata
Nenenia fasciata é uma espécie de cerambicídeo, endêmica da Austrália.

## Taxonomia
A espécie foi descrita originalmente por Gahan (1983) sob o protônimo de Phlyctaenodes fasciatus. Em 1938, McKeown revisou a espécie e propôs uma nova combinação, alocando a espécie para o gênero Nenenia.

## Biologia
Os adultos têm um comprimento que varia de 8 a 12 mm. Apresentam atividade durante o período de outubro a janeiro.

## Distribuição
A espécie é endêmica da Austrália, com ocorrência apenas na Tasmânia.